# Odmęt
Odmęt (daw. Odment) – wieś w Polsce położona w województwie małopolskim, w powiecie dąbrowskim, w gminie Mędrzechów.
W latach 1975–1998 miejscowość administracyjnie należała do województwa tarnowskiego.

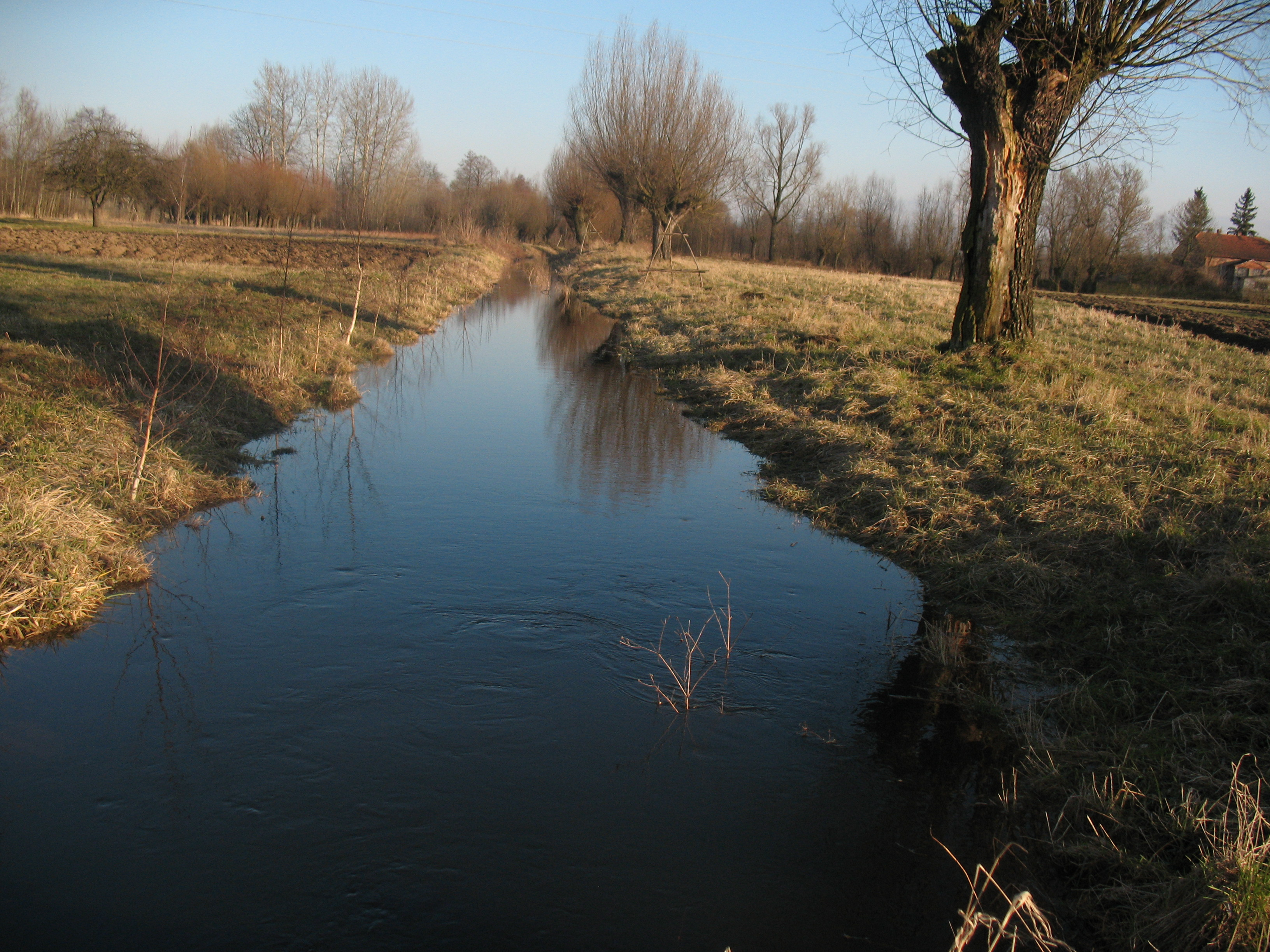
Odmęt
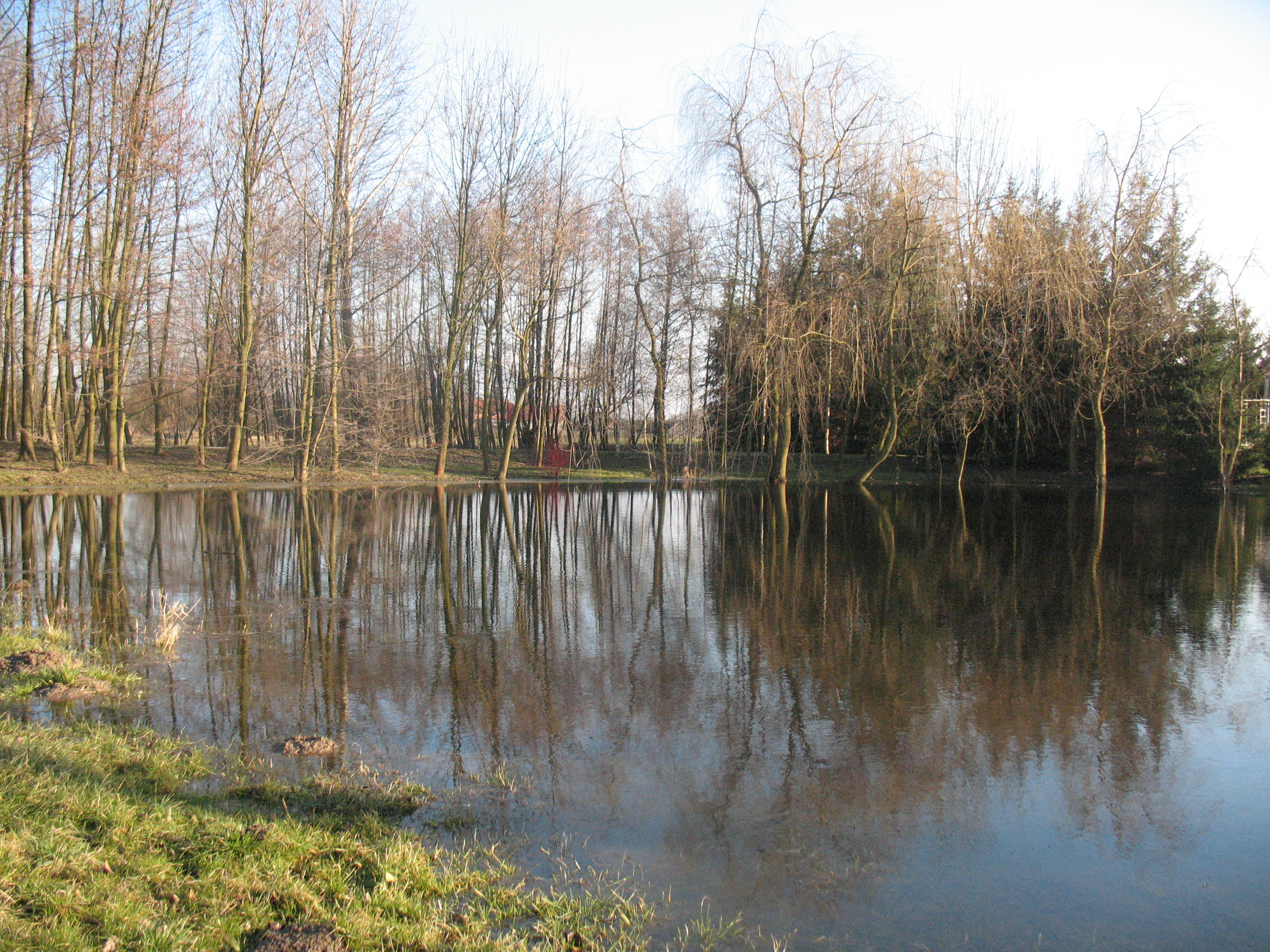
Odmęt